# Andrena cryptodonta
Andrena cryptodonta är en biart som beskrevs av Cockerell 1922. Andrena cryptodonta ingår i släktet sandbin, och familjen grävbin. Inga underarter finns listade i Catalogue of Life.